# Richèl Hogenkamp
Richèl Hogenkamp (* 16. April 1992 in Doetinchem) ist eine niederländische Tennisspielerin.

## Karriere
Den bislang größten Erfolg ihrer Karriere feierte sie 2012 bei den Nürnberger Gastein Ladies, als sie dort Julia Görges, die topgesetzte Nummer 27 der Weltrangliste, besiegte.
Sie gewann bereits 30 Turniere auf dem ITF Women’s Circuit, 16 im Einzel und 14 im Doppel.
Ihre besten Weltranglistennotierungen erreichte sie im August 2017 mit Platz 94 im Einzel und im August 2012 mit Platz 147 im Doppel.
Seit 2010 spielt Hogenkamp für die niederländische Fed-Cup-Mannschaft; von ihren bislang 27 Partien konnte sie 16 gewinnen.
2012 und 2013 spielte sie für den TC Blau-Weiss Halle in der 2. Bundesliga. 2014 wurde sie mit dem TC Blau-Weiss Bocholt Deutsche Mannschaftsmeisterin, 2015 spielte sie ebenfalls in der 1. Liga für den ETuF Essen. 2016 und 2017 wurde sie mit dem TC Rot-Blau Regensburg weitere zweimal deutsche Mannschaftsmeisterin.

## Turniersiege

### Einzel
| Nr. | Datum              | Turnier          | Kategorie   | Belag             | Finalgegnerin          | Ergebnis      |
| --- | ------------------ | ---------------- | ----------- | ----------------- | ---------------------- | ------------- |
| 1.  | 21. Juni 2009      | Alkmaar          | ITF $10.000 | Sand              | Bianca Botto           | 7:65, 6:3     |
| 2.  | 9. August 2009     | Rebecq           | ITF $10.000 | Sand              | Constance Sibille      | 4:6, 6:3, 6:4 |
| 3.  | 30. August 2009    | Enschede         | ITF $10.000 | Sand              | Angelique van der Meet | 6:0, 6:3      |
| 4.  | 30. Juli 2010      | Almaty           | ITF $25.000 | Hartplatz         | Sopia Schapatawa       | 6:2, 6:3      |
| 5.  | 22. Januar 2012    | Sutton           | ITF $10.000 | Hartplatz (Halle) | Amy Bowtell            | 6:3, 6:2      |
| 6.  | 3. November 2012   | Istanbul         | ITF $25.000 | Hartplatz (Halle) | Çağla Büyükakçay       | 6:4, 6:3      |
| 7.  | 11. August 2013    | Koksijde         | ITF $25.000 | Sand              | Irena Pavlovic         | 6:4, 6:1      |
| 8.  | 28. September 2014 | Clermont-Ferrand | ITF $25.000 | Hartplatz (Halle) | Julie Coin             | 6:1, 6:3      |
| 9.  | 14. August 2016    | Koksijde         | ITF $25.000 | Sand              | Océane Dodin           | 6:3, 4:6, 6:3 |
| 10. | 2. Oktober 2016    | Clermont-Ferrand | ITF $25.000 | Hartplatz (Halle) | Jasmine Paolini        | 6:4, 6:2      |
| 11. | 30. April 2017     | Tunis            | ITF $60.000 | Sand              | Lina Gjorcheska        | 7:5, 6:4      |
| 12. | 21. Mai 2017       | Saint-Gaudens    | ITF $60.000 | Sand              | Kristie Ahn            | 6:2, 6:4      |
| 13. | 28. Juli 2018      | Prag             | ITF $80.000 | Sand              | Martina Di Giuseppe    | 6:4, 6:2      |
| 14. | 12. August 2018    | Koksijde         | ITF $25.000 | Sand              | Miriam Kolodziejová    | 6:4, 6:1      |
| 15. | 11. August 2019    | Koksijde         | ITF W25     | Sand              | Oceane Dodin           | 4:6, 6:1, 6:4 |
| 16. | 20. September 2021 | Johannesburg     | ITF W25     | Hartplatz         | Valeria Bhunu          | 6:3, 4:6, 6:3 |

### Doppel
| Nr. | Datum              | Turnier           | Kategorie    | Belag             | Partnerin                  | Finalgegnerinnen                        | Ergebnis          |
| --- | ------------------ | ----------------- | ------------ | ----------------- | -------------------------- | --------------------------------------- | ----------------- |
| 1.  | 11. Juni 2009      | Apeldoorn         | ITF $10.000  | Sand              | Nicolette van Uitert       | Neda Kozic Bibiane Weijers              | 6:3, 6:79, [10:8] |
| 2.  | 17. Juli 2010      | Zwevegem          | ITF $25.000  | Sand              | Walerija Sawinych          | Irina Chromatschowa Maryna Zanevska     | 6:3, 3:6, [10:7]  |
| 3.  | 1. Oktober 2010    | Helsinki          | ITF $25.000  | Hartplatz (Halle) | Kiki Bertens               | Julija Bejhelsymer Kristina Mladenovic  | 6:3, 7:5          |
| 4.  | 16. Juli 2011      | Cáceres           | ITF $25.000  | Hartplatz         | Maria João Koehler         | Victoria Larrière Irena Pavlovic        | 6:4, 6:4          |
| 5.  | 12. November 2011  | Benicarlo         | ITF $25.000  | Sand              | Inés Ferrer Suárez         | Jekaterina Lopes Aleksandrina Najdenowa | 7:66, 6:4         |
| 6.  | 16. Dezember 2011  | Santiago          | ITF $25.000  | Sand              | Inés Ferrer Suárez         | Mailen Auroux Maria Irigoyen            | 6:4, 3:6, [10:5]  |
| 7.  | 28. Juli 2012      | Olmütz            | ITF $100.000 | Sand              | Inés Ferrer Suárez         | Julija Bejhelsymer Renata Voráčová      | 6:2, 7:64         |
| 8.  | 9. August 2014     | Koksijde          | ITF $25.000  | Sand              | Ysaline Bonaventure        | Bernarda Pera Demi Schuurs              | 6:4, 6:4          |
| 9.  | 19. September 2014 | Shrewsbury        | ITF $25.000  | Sand              | Lesley Kerkhove            | Nicola Geuer Viktorija Golubic          | 2:6, 7:5, [10:8]  |
| 10. | 31. Juli 2015      | Sobota-Rokietnica | ITF $75.000  | Sand              | Kiki Bertens               | Cornelia Lister Jeļena Ostapenko        | 7:62, 6:2         |
| 11. | 31. Juli 2016      | Horb              | ITF $25.000  | Sand              | Lesley Kerkhove            | Anita Husarić Oleksandra Koraschwili    | 6:1, 7:62         |
| 12. | 25. Oktober 2019   | Istanbul          | ITF W25      | Hartplatz (Halle) | Lesley Pattinama Kerkhove  | Susan Bandecchi Katarzyna Piter         | 6:2, 2:6, [10:6]  |
| 13. | 3. April 2021      | Villa María       | ITF W25      | Sand              | Valentini Grammatikopoulou | Victoria Bosio María Lourdes Carlé      | 6:2, 6:2          |
| 14. | 19. Juni 2021      | Staré Splavy      | ITF W60      | Sand              | Valentini Grammatikopoulou | Amina Anschba Anastasia Dețiuc          | 6:3, 6:4          |

## Abschneiden bei Grand-Slam-Turnieren

### Einzel
| Turnier         | 2012 | 2013 | 2014 | 2015 | 2016 | 2017 | 2018 | 2019 | 2020  | 2021 | 2022 | Karriere |
| --------------- | ---- | ---- | ---- | ---- | ---- | ---- | ---- | ---- | ----- | ---- | ---- | -------- |
| Australian Open | —    | —    | Q1   | 1    | Q3   | Q1   | 1    | Q3   | Q1    | Q1   | Q3   | 1        |
| French Open     | —    | —    | Q1   | Q1   | Q2   | 2    | 1    | Q2   | Q3    | Q2   | Q1   | 2        |
| Wimbledon       | —    | —    | Q2   | 2    | Q1   | 1    | Q2   | Q2   | n. a. | Q1   |      | 2        |
| US Open         | Q1   | Q2   | Q3   | Q1   | 2    | 1    | —    | 1    | —     | Q1   |      | 2        |

Zeichenerklärung: S = Turniersieg; F, HF, VF, AF = Einzug ins Finale / Halbfinale / Viertelfinale / Achtelfinale; 1, 2, 3 = Ausscheiden in der 1. / 2. / 3. Hauptrunde; Q1, Q2, Q3 = Ausscheiden in der 1. / 2. / 3. Runde der Qualifikation; n. a. = nicht ausgetragen

## Privates
Hogenkamp lebt in einer gleichgeschlechtlichen Beziehung.